# Pranceacanthus
Pranceacanthus, monotipični biljni rod iz porodice primogovki smješten u tribus Justicieae, dio potporodice Acanthoideae. Jedina vrsta je P. coccineus iz Bolivije i Brazila. 

## Etimologija
Ime roda Pranceacanthus je u čast Ghilleana Prancea (r. 1937.), istaknutog britanskog botaničara i ekologa koji je objavio opsežno o taksonomiji porodica kao što su Chrysobalanaceae i Lecythidaceae. Latinski specifični epitet za coccineus znači grimiz i potječe od coccum. I rod i vrsta su prvi put opisani i objavljeni u Brittoniji Vol.36 na stranici 1, 1984. godine.